# Ludovico Tornabuoni
Ludovico Tornabuoni (Firenze, 10 aprile 1443 – 1519) è stato un politico e militare italiano.
Appartenente alla nobile famiglia dei Tornabuoni (suo padre era Filippo di Filippo di messer Simone Tornabuoni), fu cavaliere gerosolomitano, partecipando nel 1480 all'assedio di Rodi, ove si distinse al punto di meritare l'epiteto di leone di Firenze. 
Fu Priore dell'ordine gerosolimitano a Pisa dal 1480 al 1494; nel 1497 fu esiliato con il fratello Pietro dai piagnoni, a cui era già inviso in quanto homo di perduta vita, animoso e di pericolo, per aver partecipato ad una congiura filomedicea.